# Bijeli Lotos Kempo
Bijeli Lotos Kempo je škola kempa čija loza učitelja potječe od Mushindo Kempo. 
Na čelu škole je O'Sensei Ensan Tomio (Darko Jambrović) s preko 40 godina iskustva u vježbanju Kempa.
Škola je aktivna u Hrvatskoj zadnjih 20 godina (od 1997.) i tijekom tog vremena je obučeno 9 učitelja (jap. sensei) i 12 starijih učenika (jap. sempai), a preko 200 ljudi je položilo za određeni stupanj (kyu). 

U školi Bijeli Lotos se smatra da je kempo vrhunski alat za utjelovljenje Bijeli Lotos učenja.
Bijeli Lotos kao škola kempa otjelovljuje dijelove tradicionalnog učenja, korijene kojeg, se mogu pronaći u drevnoj Indiji i Kini gdje se vještina upražnjavala primarno kao način ujedinjenja uma i tijela, metoda buđenja i usklađenja energije, postignuće i održavanja mirnoće i sklada. 
Škola Bijeli Lotos provodi i kontinuirano traži podršku u projektu "Stop nasilju" - koji je emitiran na nacionalnoj televiziji (HRT).
Televizijska kuća TV Plus je također napravila prilog o Bijeli Lotos Kempu.
Bijeli Lotos Kempo "ratnik" je svaki pojedinac koji iznad svega cijeni i poštuje sam život, te vidi rođenje u ljudskom obliku kao priliku koju ne treba olako propustiti, ozbiljno je svjestan prolaznosti te prilike.
Tijekom postojanja škole Bijeli Lotos napravljen je velik niz seminara i prezentacija koji su bili otovoreni svim građanima za praksu, meditaciju, masažu i sam trening.
Bijeli Lotos Kempo je preuzeo na sebe velik i zahtjevan zadatak, a to je prijenos i prilagodba učenja iz jednog podneblja i tradicije u drugu (istok/Okinawa - zapad/Europa). Bijeli Lotos škola kempa nastoji ispraviti pogreške u usmjerenju i samom učenju koje su primarno zbog povijesnih razloga učinjene već na istoku, a još više osnažene u mnogim modernim školama na Zapadu. Bijeli Lotos učenje uči praktikanata da svojim životom i ponašanjem prezentira odrednice izvornih majstora. Bijeli Lotos Kempo izbjegava dogmatizam, slijepu poslušnost, idolopoklonstvo i stvaranje kulta učitelja, kao i suvišno mistificiranje samog učenja tamo gdje to nije potrebno. Radi se o učenju koje je prilagođeno i usavršeno za današnjeg čovjeka ovog podneblja i tradicije.
Komentari ljudi koji se prvi put susretnu s Bijeli Lotos Kempom su oprečni - neki govore: "To je vrlo brutalna borilačka vještina", a drugi pak: "To uopće nije borilačka vještina".
Prema smjernicama škole Bijeli Lotos, njeguje se stil vježbanja, primjena i usmjerenje koje imaju za cilj kroz borilaštvo i trening poboljšati osobu u cjelini - tjelesno i mentalno.

Trening Bijeli Lotos škole kempa uključuje:
- vještinu nenasilne samoobrane
- respiratorno-energetski trening
- mentalni trening usmjeren na pokret i integraciju cijelog bića

U školi Bijeli Lotos na kempo se prije svega gleda kao na put (jap. Do), put kojim se nekud želi stići. Odredište kempo puta je postignuće unutrašnjeg stanja u kojem vladaju mir, sklad i mudrost.
Prema učenju škole Bijeli Lotos - taj put je zahtjevan i traje koliko i naš život, a pri tome ga čineći zdravijim, ispunjenijim i smislenijim.
On nam omogućava spoznavanje i otkrivanje tajni vezanih uz naše tijelo, osjećaje, naše viđenje sebe i života, te raznih vrlo suptilnih sastavnica našega uma.
Trenutno su aktivna dva Dojo-a (jap Do - Put; Jo - mjesto) u Zagrebu.